# Sciabole turco-mongole
Le sciabole turco-mongole furono delle spade usate dai nomadi turchi e mongoli delle steppe eurasiatiche principalmente tra l'VIII e il XIV secolo. Una delle prime sciabole di questo tipo registrate dall'archeologia è stata recuperata da una tomba avara in Romania risalente alla metà del VII secolo.
Sebbene si fossero verificate variazioni minori nelle dimensioni e nella foggia dell'elsa, queste spade mantennero una foggia tanto similare nel corso di ben cinque secoli che le singole lame sono difficili da datare se scoperte senza contesto. Oltretutto furono quasi sicuramente a loro volta influenzate da spade usate da altri popoli, es. le spade cinesi.

## Storia
Le popolazioni nomadi dell'Asia Centrale (Turchi, Tartari, Mongoli) iniziarono ad utilizzare spade a lama ricurva dalla fine dell'era degli Xiongnu (III secolo), con un'affermazione definitiva del modello al VI secolo, quando gli Avari arrivarono in Europa e gli imperi dei Göktürk (es. Khaganato turco) emersero ai margini del territorio cinese, coprendo, nel loro l'insieme, l'areale precedentemente occupato dagli Unni. Questi ultimi sono noti per l'utilizzo di spade a lama diritta, affini al modello della spada sasanide, piuttosto che al ricorso a lame ricurve, seppur stia diventando sempre più plausibile la tesi secondo cui agli Unni (ed ai Sarmati) si debba la diffusione tra le popolazioni germaniche del Langsax con lama monofilare di 24 pollici (610 mm), poi divenuto distintivo di quei popoli, che deriverebbe dal primitivo costoliere cinese nota come 直背刀T, zhibei daoP, lett. "lama [sciabola] dal dorso dritto".

## Descrizione
Le sciabole turco-mongole furono specificatamente progettate per armare forze di cavalleria. Le loro caratteristiche principali furono:
- Lama era lunga 30–40 pollici (760–1 020 mm), leggermente curva e con punta marcata. In prossimità della guardia, il forte della lama presentava il 吞口S, tūnkǒuP, un manicotto di rame o ferro[2] progettato per aiutare la spada a sigillarsi nel fodero. Alcuni dei primi tūnkǒu, quasi certamente di armi d'utenza d'alto rango, erano dorati e decorati.[4] Le spade successive avevano tūnkǒu non funzionali, ornamentali, spesso semplicemente incisi sulle lame.
- Elsa curva appena sotto il pomolo, caratteristica dovuta sia alla costruzione del pomo e del codolo sia alla precisa volontà di aiutare il cavaliere nella gestione del fendente specialmente diretto ad un bersaglio posto più in basso di lui: es. un fantaccino.[12] La guardia aveva bracci brevi e/o qillon che spesso si spostavano leggermente in avanti ma potevano anche essere dritti.
- Fodero a due punti di sospensione, per facilitarne la gestione stando in sella. Non è ancora oggi chiaro quale specifica popolazione nomade abbia sviluppato quest'importante caratteristica, se gli Avari[13] o i Turchi.[14]

## Influenza su armi successive
Le popolazioni interessate dall'incontro/scontro con i predoni turco-mongoli assorbirono le innovazioni tecnologiche delle loro armi e le implementarono/svilupparono: es. per tramite degli Unni bianchi, nel VII secolo il fodero a due punti di sospensione passò in uso nell'Impero sasanide.

### Cina

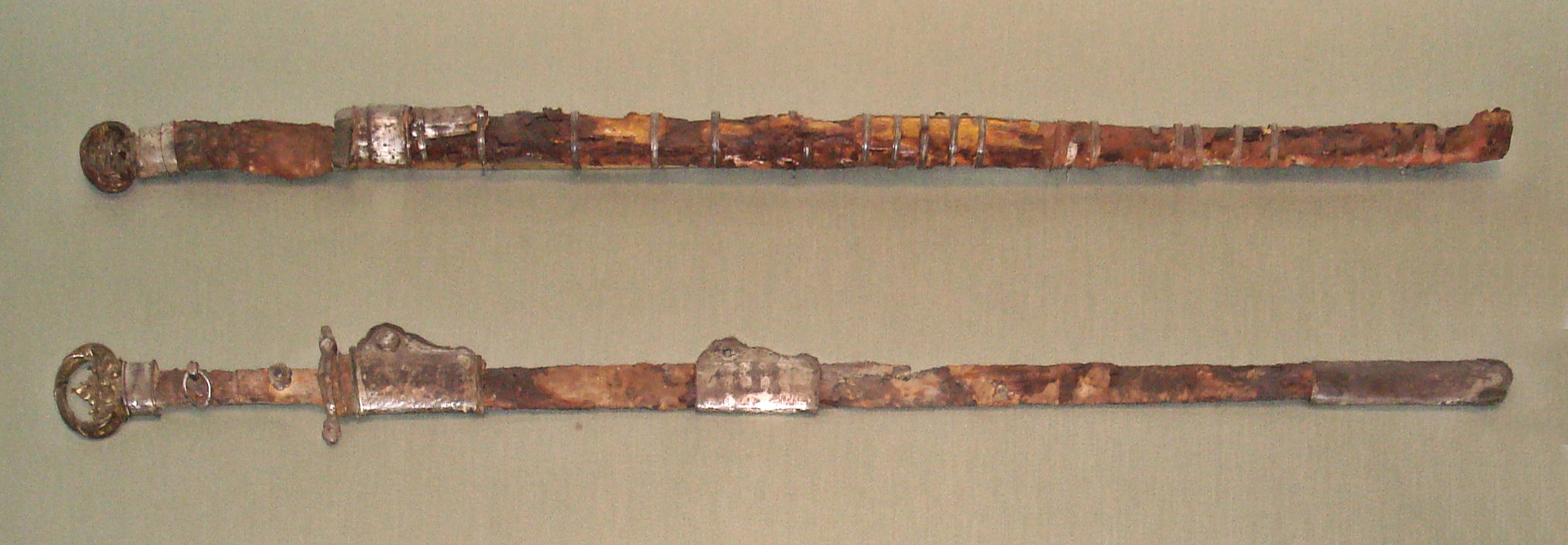
Zhibeidao della Dinastia Sui (581-618).

In Cina, una spada a lama monofilare similare alla sciabola, il dao (刀S, dāoP, taoW), iniziò ad essere utilizzata come arma di cavalleria e/o arma non specialistica sin dai tempi della Dinastia Han (206 a.C.-220 d.C.) seppur con foggia ancora da costoliere, privo cioè di curvatura della lama. Solo al tempo della Dinastia Jìn (265-420) che dovette fronteggiare le invasioni e le rivolte delle popolazioni nomadi della steppa dopo la devastante Guerra degli otto principi (291-306) (八王之亂S, bā wáng zhī luànP) il costante contatto/scontro con i nomadi, spec. Xianbei e Xiongnu, favorì la diffusione in Cina della cavalleria pesante, della staffa ed il conseguente consolidarsi d'una predominanza d'uso del dao con conseguente ibridazione tra la linea archetipica della sciabola cinese e le sciabole turco-mongole. Come sopra accennato, sembra poi sempre più certo che proprio le popolazioni della steppa abbiano favorito il diffondersi verso Occidente del modello della primitiva sciabola cinese zhibei dao allora a lama ancora diritta.
L'impegno militare della Dinastia Tang (618–907), a suo tempo alleatasi proprio con i Göktürk, in Asia Centrale favorì certamente la diffusione tra le file cinesi, formate principalmente da arcieri a cavallo per quelle spedizioni, di armi turco-mongole. La sistematica riduzione di forze di cavalleria Tang, dovuta all'occupazione da parte dell'Impero tibetano delle province produttrici di cavalli, portò però alla quasi scomparsa di soldati montati, bloccando temporaneamente lo sviluppo della sciabola da cavalleria.
Il periodo della storia cinese noto come "Cinque dinastie e dieci regni" (907–960) vide l'avvicendarsi nel nord del paese di ben cinque dinastie di durata effimera, mentre nella zona meridionale s'affermarono invece i dieci regni. Grande influenza in Cina, in questo periodo, venne esercitata dalle popolazioni turco-mongole: es. i turchi Shatuo fondarono tre delle Cinque Dinastie e uno dei Dieci Regni. Ciò favorì sicuramente il ritorno nel Celeste Impero della sciabola da cavalleria.

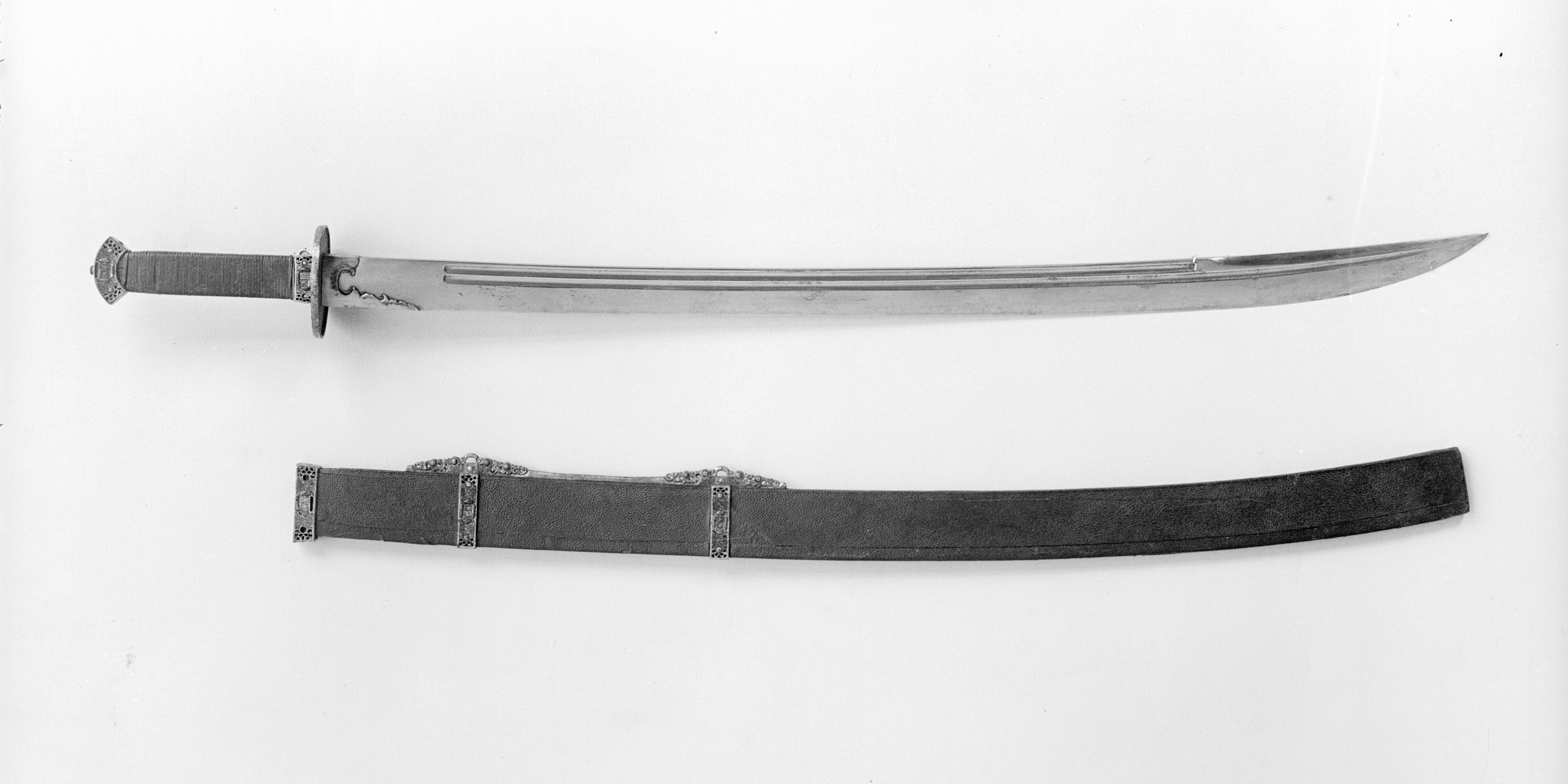
Liuyedao - XVII-XVIII secolo (Metropolitan Museum of Art)

Al tempo della Dinastia Song (960-1279), il dao proseguì nella sua diffusione ed evoluzione, sviluppando la foggia curva della lama, probabilmente prendendo a modello la sciabola delle popolazioni turco-mongole con cui i cinesi avevano sempre più a che fare. Con l'invasione mongola della Cina all'inizio del XIII secolo e la fondazione della dinastia Yuan (1279-1368), la sciabola della steppa iniziò ad influenzare pesantemente il disegno delle spade cinesi, anche da un punto di vista decorativo come intricati intagli sulla lama e le c.d. "perle rotolanti", piccole sfere di metallo che rotolano lungo le scanalature della lama. La scimitarra era stata usata da Turchi, Tungusi e altri popoli della steppa eurasiatica almeno dall'VIII secolo ed era arma d'elezione dell'aristocrazia mongola. La sua efficacia nella guerra a cavallo e la popolarità tra i soldati dell'intero Impero mongolo ebbe effetti duraturi.
In Cina, l'influenza mongola durò a lungo dopo il crollo della dinastia Yuan per mano dei Ming (1368-1644), continuando attraverso le dinastie Ming e Qing (quest'ultima a sua volta fondata da un popolo dell'Asia interna, i Manciù), favorendo la popolarità del dao e generando una varietà di nuove lame. Introduttori in Cina della moderna guerra basata sul modello pike and shot, i Ming fondarono la loro armata su truppe di lancieri addestrati e su forze di cavalleria di tipo mongolo. L'antica spada a lama diritta, il jian (劍T, 剑S, jiànP, chienW), cadde in disuso mentre il dao, ormai a lama curva, divenne l'arma base per il combattimento ravvicinato, sia a piedi sia a cavallo. Tra le tante, la tipologia di sciabola più diffusa, tra fanti e cavalieri, fu il liuyedao (柳葉刀T, 柳叶刀S, liǔyèdāoP, láuhyihpdōuW, lett. "sciabola a foglia di salice") poi passato dai Ming alla Dinastia Qing (1644-1912)

### Mondo islamico

Tre spade del XVII secolo con influenza della linea turco-mongola: la nordafricana Nimcha, l'indiana Talwar e la polacca Szabla.

Le prime spade arabe, i Saif, erano armi a lama diritta, per lo più a doppio taglio, simili a quelle europee. Sebbene le sciabole turco-mongole siano state trovate tra uno schiavo turco dell'Impero samanide, le spade dritte continuarono ad essere più popolari poiché quello era lo stile tradizionale della spada portata a suo tempo da Maometto. Solo la creazione in Anatolia dell'Impero selgiuchide, di un'etnia turca, iniziò a diffondere nel Medioriente la sciabola delle steppe, seppur gli arabi restassero ancorati ai loro vecchi modelli. Dopo l'invasione mongola del mondo musulmano (che tra le altre cose portò alla distruzione dell'Impero selgiuchide), la linea ricurva delle spade vi divenne sempre più popolare, con uno spartiacque fissabile alla conquista mongola di Baghdad (1258), mentre nuovi gruppi etnici turco-mongoli si convertivano all'Islam ed entravano nella ribalta geo-politica del Medioriente: es. gli ottomani in Anatolia. Gli ottomani continuarono a usare spade ricurve, sviluppandole ulteriormente fino ad una loro precipua a lama pesante nota come kilij nella prima metà del XV secolo. Nel medesimo periodo, il saif a lama diritta scomparve definitivamente dalle panoplie degli eserciti musulmani.
Sciabole in stile mongolo continuarono a rimanere in uso in nell'Impero timuride di Persia, ove nel frattempo, come in Arabia, la tradizionale spada sasanide a lama diritta era stata abbandonata in favore dei nuovi modelli a lama curva, fino alla fine del XVI secolo, momento in cui vi si affermò una precipua forma di scimitarra nota come Shamshir. L'invasione Moghul dell'Afghanistan e dell'India portò queste sciabole nel Subcontinente che si svilupparono rispettivamente nel Pulwar e nel Talwar nel XVI secolo. Mentre queste lame islamiche spesso conservavano il tunkou turco-mongolo, esso nel XV secolo il dispositivo era diventato un elemento decorativo stilizzato.
Gli Yatagan ottomani, pur non portando una tradizionale lama da sciabola con filo convesso bensì concavo, portavano ancora il tunkou che indicava la loro eredità turco-mongola. Si tratta di armi divenute d'uso comune solo nel corso del XVI secolo e circoscrivibili all'areale balcanico d'influenza turca. Nel medesimo periodo, i rapporti tra gli Ottomani ed i corsari barbareschi favorirono il diffondersi in Marocco, Tunisia ed Algeria della sciabola a lama curva che ivi prese il nome di Nimcha.

### Europa

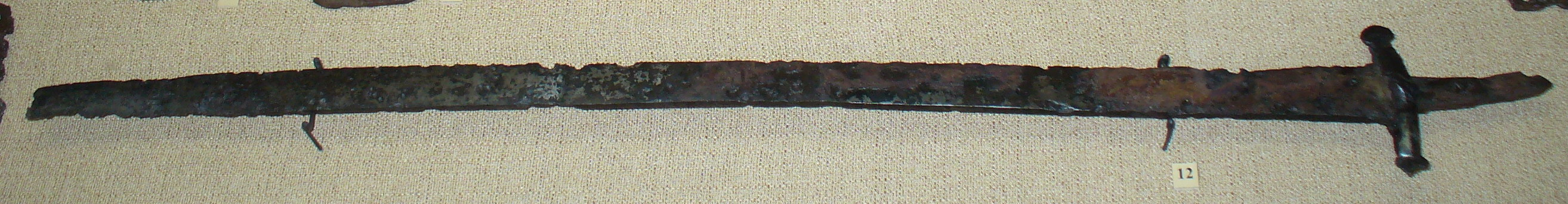
Sciabola dalla sepoltura nomade delle steppe della Russia meridionale (XI-XIII secolo).

L'Europa orientale ebbe lunghi contatti con gruppi nomadi della steppa come Unni, Avari, Magiari, Alani e Cumani, ben prima dell'arrivo dei Mongoli nel XIII secolo. Mentre l'Europa occidentale restò focalizzata su tipologie di spada a lama diritta, sia a due mani sia a mano singola, sia per il combattimento tra fanti sia tra cavalieri protetti da armature sempre più pesanti, il contatto/scontro con i Mongoli e poi con gli Ottomani in Europa orientale influenzò l'arte bellica e la tipologia di armamenti di quelle regioni.
- L'esercito bizantino impiegava dall'XI secolo (forse prima) una spada chiamata paramerion considerata un tipo di sciabola. I bizantini avevano stretti contatti con vari popoli turco-mongoli della steppa (Cazari, Peceneghi, Cumani, ecc.) dai quali potrebbero aver assimilato la sciabola. I reperti iconografici bizantini, dal XIV secolo in poi, mostrano spade molto ricurve con il controtaglio yelman tipico del primo kilij turco in ragione dei rapporti sempre più stretti tra il basileus ed il sultano ottomano.[34]
- La Russia, già a partire dal X secolo, affiancò alla tradizionale spada vichinga a lama diritta la sciabola. Tra X e XIII secolo, l'uso della sciabola si diffuse dalla Russia sud-orientale e si fece strada verso nord. I ritrovamenti precedenti all'invasione mongola mostrano quasi, ma non del tutto, tante sciabole quante spade dritte in uso in Russia durante questo periodo.
- Nel Caucaso, i Circassi svilupparono la sciabola turco-mongola in una versione distintiva chiamata Šaška nel XVII secolo.
- Anche la Confederazione polacco-lituana adottò questo tipo di disegno della spada nella Szabla a partire dalla fine del XVI secolo. In effetti, questi esempi ungheresi e polacchi di spada e cavalleria sarebbero diventati così efficaci che le grandi potenze europee avrebbero successivamente preso da questo disegno nello sviluppo della sciabola da cavalleria del periodo moderno che esiste ancora oggi in uniforme di molti eserciti.
- Nel Sacro Romano Impero (attuale Germania), gli incontri con gli invasori turchi causarono modifiche della Coltella a due mani (de. Langes messer) che alla fine portarono al Dussack a metà del XVI secolo.

### Bibliografiche
1. 1 2  Tom 2009.
2. 1 2 3  Tom 2001.
3. ↑   Кирпичников, A.H., Old Russian weapons, V. 1, Academy of Sciences of the USSR Institute of Archeology, 1966.
4. 1 2  (EN) Inkova, Mariela, A medieval sabre and a knife from the exhibition of the National Museum of History in Sofia, in Acta Militaria Mediaevalia, IX, 2013,  pp. 63-88.
5. ↑  (EN) Călin Cosma, Seventh- Eighth-century Swords, Sabres, and Backswords discovered in Transylvania, Maramureș, and the Romanian Banat, in Slovenská archeológia, LXVI, 2018,  pp. 27-48.
6. ↑  (TR) Yaşar Çoruhlu, Erken devir Türk sanatı: iç Asya'da Türk sanatının doğuşu ve gelişimi, Kabalci Yayinevi, 2007,  pp. 74-75.
7. ↑  (EN) Walter Pohl, The Avars: A Steppe Empire in Central Europe, 567-822, Ithaca e Londra, Cornell University Press, 2018,  p. 210, ISBN 978-15-01-72940-9.
8. ↑  (TR) Bahaeddin Ögel, Türk Kılıcının Menşe ve Tekamülü Hakkında, Dergisi, 1948.
9. ↑  (EN) Kazanski, Michel, Barbarian Military Equipment and its Evolution in the Late Roman and Great Migration Periods (3rd–5th C. A.D.), in War and Warfare in Late Antiquity, vol. 8, 2013,  pp. 493-522, DOI:10.1163/9789004252585_016, ISBN 9789004252585..
10. 1 2  (EN) Radjush, Oleg e Scheglova, Olga, The Buried Treasure of Volnikovka: Horse and Rider Outfit Complex. First Half of the V Century AD. Collection Catalogue, Mosca, 2014,  p. 31.
11. 1 2  (EN) Kiss, Attila P., Huns, Germans, Byzantines? The Origins of the Narrow Bladed Long Seaxes, in Acta Archaeologica Carpathica, vol. 49, 2014,  pp. 131-164.
12. 1 2  (EN) David Alexander, Swords and sabers during the Early Islamic Period, in Gladius, XXI, 2001,  pp. 193-220, DOI:10.3989/gladius.2001.86.
13. 1 2  (EN) Overlaet, B.J., Contribution to sasanian armament in connection with a decorated helmet, in Iranica Antiqua, XVII, 1982,  p. 200.
14. 1 2  (EN) Trousdale, W., The long sword and scabbard slide in Asia, Washington DC, Smithsonian Institute Press, 1975,  p. 94.
15. ↑  Lorge 2011, pp. 69-70.
16. ↑  Peers 2006, p. 91.
17. ↑  Graff 2002, p. 42.
18. ↑  Peers 2006, p. 116.
19. ↑  Graff 2002, p. 161.
20. ↑  (EN) Dudbridge G, A Portrait of Five Dynasties China: From the Memoirs of Wang Renyu (880–956), Oxford University Press, 2013,  p. 8, ISBN 978-0-19-174953-7.
21. ↑  (EN) Hanson C, The Mongol Siege of Xiangyang and Fan-ch'eng and the Song military, in The Journal of Medieval Military History, The Boydell Press, 2004.
22. ↑  Tom 2001, pp. 209 e 218.
23. ↑  Lorge 2011, p. 177.
24. ↑  (EN) Philip MW Tom, Of geese and willows, su mandarinmansion.com, 2016. URL consultato il 28 settembre 2019.
25. ↑  Tom e Rodell 2005, pp. 77-78.
26. ↑  Tom 2001, p. 211.
27. ↑  Tom e Rodell 2005, p. 76.
28. ↑  (EN) Alexander D, Swords and Sabers during the Early Islamic Period, in Gladius, XXI, 2001,  p. 200.
29. ↑  Nicolle 2007.
30. 1 2  (EN) A. Rahman Zaky, Introduction to the Study of Islamic Arms and Armour, in Gladius, I, 1961,  pp. 17-29, DOI:10.3989/gladius.1961.211.
31. ↑  (EN) Manouchehr Khorasani, An Introduction to the Persian Sword Shamshir, su moshtaghkhorasani.com, 2006. URL consultato il 30 settembre 2019 (archiviato dall'url originale il 23 settembre 2016).
32. ↑  (EN) Bashir Mohamed, The Arts of the Muslim Knight, 2008,  p. 66, ISBN 978-8876248771.
33. ↑  (EN) Sergey Von Samgin, A New Hypothesis of the Genesis of the Ottoman Yataghan: the Crimean connection, in Waffen-und Kostumkunde, n. 58, 2016,  pp. 49-60.
34. ↑  (EN) Timothy Dawson, Byzantine Infantryman, Eastern Roman Empire c.900–1204, Osprey Publishing, 2007,  p. 25, ISBN 978-1-84603-105-2.